# Max Steen
Max Steen (* 18. Juni 1898 in Büdelsdorf; † 6. Juni 1997) war ein deutscher Lehrer und Heimatforscher. In seinem Werk setzte er sich insbesondere mit der Geschichte der Stadt Bad Schwartau auseinander. Daneben trat er als Förderer der niederdeutschen Sprache in Erscheinung.
Steen wuchs zunächst in seinem Geburtsort auf. Er absolvierte das Lehrerseminar in Rendsburg. 1920 kam er nach Pansdorf und ließ sich schließlich 1929 in Rensefeld dauerhaft nieder. Von 1929 bis zu seiner Pensionierung im Jahr 1964 wirkte er als Lehrer an der Grund- und Hauptschule des Ortes, der er ab 1948 auch als Rektor vorstand.
Neben seinem Beruf widmete er sich der Erforschung der Heimatgeschichte und der Pflege der niederdeutschen Sprache. Steen veröffentlichte Bücher mit niederdeutschen Erzählungen und Werke zur Heimatgeschichte. Daneben setzte er sich nachhaltig für den Aufbau des Heimatmuseums von Bad Schwartau ein, dessen erster Kurator er war.
Max Steen war 1966 Gründungsmitglied und bis 1974 Schriftführer des Heimatverbandes Eutin.

## Auszeichnungen
- 18. Juni 1978: Ehrenteller der Stadt Bad Schwartau
- 12. Juni 1981: Verleihung der Schleswig-Holstein-Medaille als Zeichen dankbarer Anerkennung für hervorragende Verdienste um die Heimat
- 18. Juni 1983: Ehrenbürgerschaft der Stadt Bad Schwartau, anlässlich seines 85. Geburtstages
- Nach ihm ist der Max-Steen-Weg im Bad Schwartauer Ortsteil Rensefeld benannt.

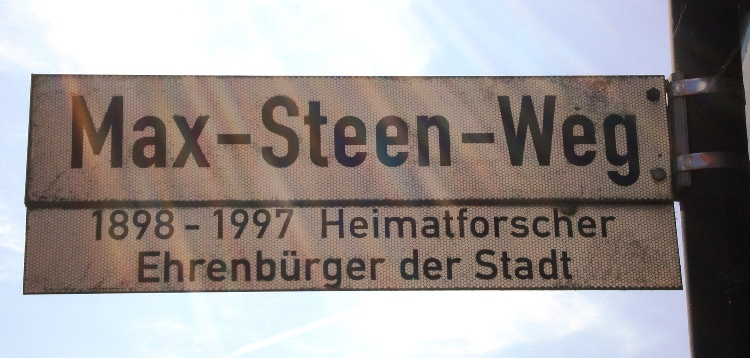
Schild „Max-Steen-Weg“ mit Zusatztafel

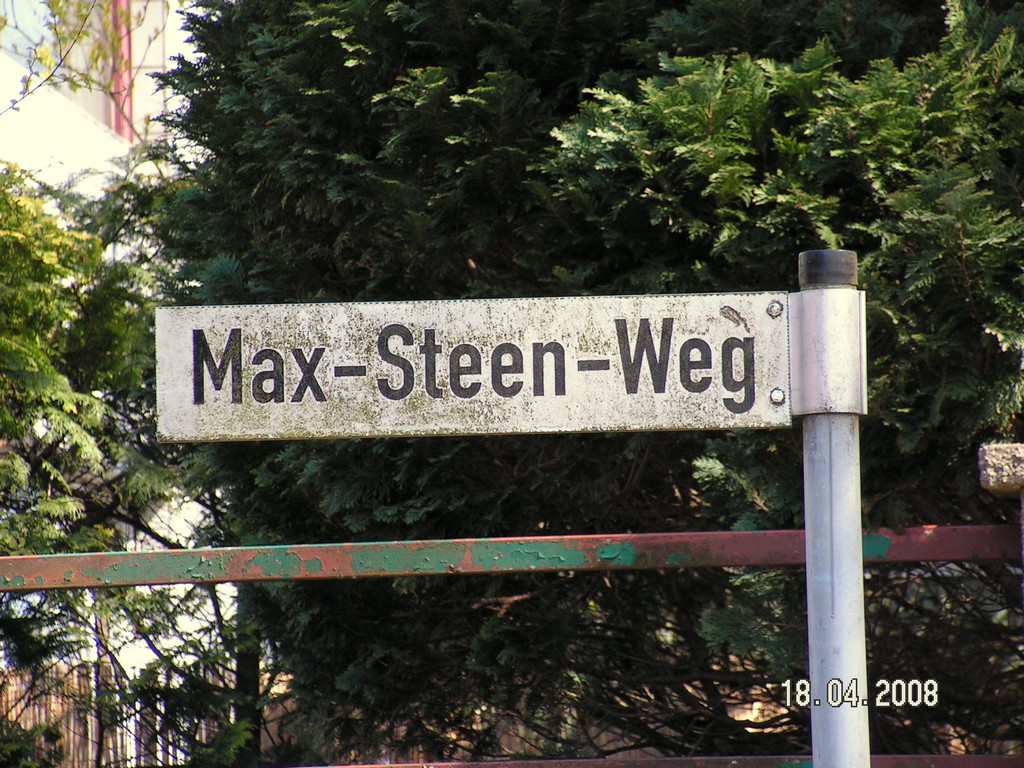
Max-Steen-Weg in Rensefeld

## Werke (Auswahl)
- Dat letzt Jaar. Hamburg-Itzehoe 1939
- Vun Polskaland bet Flandern. Lübeck 1942
- Die Hausgrundstücke und ihre Bewohner im alten Schwartau (1644-1900), 1971
- As de Minsch Minsch wor. Hamburg 1972
- Bad Schwartau – Aus Vorzeit und Gegenwart. Lübeck 1973
- Alt Schwartau – Geschichte und Geschichten. Lübeck 1976

Daneben veröffentlichte Max Steen Beiträge in den Jahrbüchern für Heimatkunde des Heimatverbandes Eutin.